# Dr.モロー
Dr.モロー（どくたーもろー）は、日本の漫画家・同人作家。神奈川県平塚市在住。2.5頭身のキャラクターが特徴。

## 略歴
1980年代後半には少女漫画誌に掲載されたこともあるが、基本的には男性誌やゲーム誌というニッチな市場を主な活躍の場としている。
コミックマーケットカタログの穴埋めマンガを担当していることから絵柄はよく知られており、特に準備会スタッフであった岩田次夫の似顔絵を元にしたキャラクター「イワエモン」が有名。準備会前代表の米沢嘉博の似顔絵もモローの作品と誤解されることがあるが、吾妻ひでおの作品である。
過去にDr.MONO（どくたーもの）という偽物が出たことがある。

## 作品
賽の目繁盛記
テーブルトークRPGのリプレイマンガ。ホビージャパンのコミックマスターに連載されていたが、雑誌の休刊に伴い打ち切りとなり、続きが同人誌として発行されている。ただしその後、「賽の目繁盛記」および「賽の目繁盛記ぷらす（5まで）」を纏めたものがFOX出版より「賽の目繁盛記R」として発行された。詳細は当該項目を参照の事。
RPG一代男/RPG一発男
テーブルトークRPGのヘビーゲーマーである「栗手軽必斗（くりてかる ひつと）」の過激すぎるゲームプレイ風景を描いた漫画。RPGマガジンおよびゲーマーズ・フィールド誌で連載された。単行本もホビージャパンとゲームフィールドから発売されているが連載末期の作品は未収録。
Dr.モローのリッチな生活
絵日記マンガ。司書房のコミックドルフィンで長期に渡り連載していたが同誌の休刊にともないコミックガムに移籍して連載を継続中。単行本は司書房ではなくFOX出版から発売。FOX出版の体制変更の事情により単行本のみワニブックスへ移籍する予定だったがコミックドルフィンが休刊となり当時のコミックガム編集長から誘われて連載もコミックガムへと移籍した。なおコミックドルフィン連載後期の単行本未収録分はDr.モローのリッチな生活G 第1巻に収録されている。
盆暮れ進行!!ドルフィンマン
コミックドルフィンでDr.モローのリッチな生活連載中にコミケの季節に合わせて年2回掲載された。ドルフィンマンがコミケの度ドルフィン編集部に原稿や作家を強奪しようと乱入しそれを阻止しようとする編集サイトー君や編集部とのドタバタ編集ネタ作品。ドルフィンマンのデザインは作者が他社の宣伝用に書いた『共信マン』『戯画マン』とほとんど同じである。単行本は FOX出版から発売。
やりたいほうだいフジえもん
「未来のほう」から来たフジえもんがコミックガム編集や作家相手に暴れまくる作品。
こんちこれまたえりある
笹本祐一によるSF小説『ARIEL』のパロディ。アンソロジーコミック『エリアルコミック』に連載され、単行本も発行された。
- こんちこれまたえりある - マンガ図書館Z（外部リンク）

フデ子伝説
コミックマーケットカタログの穴埋め漫画をまとめた同人誌。登場人物の名前はコミックマーケットにちなんだ言葉や準備会の主要スタッフなど。
魔法の編集者マジカル・ポロリくん
花とゆめ増刊などに1990年から1993年にかけて掲載、単行本化はされておらず同人誌としてまとめられている。
魔法小学生マジカルはずれちゃん
コミック・ダンガン（ホビージャパン）にて配信。なお、コミック・ダンガンのサイトが公式オープンする前の予告サイトには「ズドンといくぜ」という作品を連載していた。
- 魔法小学生マジカルはずれちゃん - マンガ図書館Z（外部リンク）

このほか、アニメキディ・グレイドとその続編キディ・ガーランド、月詠などでアイキャッチを一話または全話で担当している。

## 人物
『あくまでフィクションである』とことわりがされているが、父親が経営し両親・弟2人・妹が勤めていた会社が2012年の夏に倒産したとの経緯を自身のブログで4コマ漫画形式で綴っている。